# Альбрехт III (курфюрст Саксонии)
А́льбрехт III (нем. Albrecht III., около 1375/1380, Виттенберг — до 12 ноября 1422, Виттенберг) — из рода Асканиев; герцог Саксен-Виттенберга с 11 июня 1419 года и курфюрст Саксонии.
Альбрехт был младшим сыном курфюрста Саксонии Венцеля и Сесилии да Каррара. Он унаследовал титул после того, как в 1419 году неожиданно скончался, не оставив наследников мужского пола, обладавший этим титулом его старший брат Рудольф.
Так как Саксония была истощена войнами, то Альбрехт получил прозвище Бедный. В попытках увеличить доходы он попытался отобрать у города Виттенберг право взимания налогов с рынков, что чуть не привело к восстанию горожан. Для разрешения спора был призван курфюрст Бранденбурга Фридрих I, который постановил, что поведение горожан было неподобающим, но поддержал их позицию по вопросу о налогах при условии, что они извинятся перед курфюрстом.
В 1420 году Альбрехт женился на Евфимии, дочери Конрада III Олесницкого. Детей у них не было.
В 1423 году Альбрехт с женой во время охоты остановились в деревенском доме. Ночью дом неожиданно загорелся, и курфюрсту с женой пришлось спасаться через окно в одном белье; несколько слуг погибло в огне. Курфюрст был настолько потрясён случившимся, что через несколько дней умер; Евфимия получила город Либенверд в качестве «вдовьей доли», а впоследствии вышла замуж за Георга Анхальт-Дессауского.
После смерти курфюрста Альбрехта III, не оставившего прямых наследников, император Сигизмунд передал в 1423 году вакантное герцогство и титул курфюрста Саксонии одному из своих сторонников, маркграфу Мейсена Фридриху IV.